# Populous: The Beginning
Populous: The Beginning — компьютерная игра в жанре стратегии в реальном времени и симулятора бога, третья в серии Populous. Игра была разработана студией Bullfrog и выпущена Electronic Arts для Windows в 1998 году. В 1999 году вышла версия для консоли PlayStation. В отличие от предыдущих игр серии, в которых игрок принимал на себя роль бестелесного божества, в Populous: The Beginning под его управлением находится персонаж-шаман, возглавляющий племя первобытных людей. В ходе основной кампании племя перемещается с одной планеты на другую, подчиняя себе другие племена и разыскивая новые источники магии; конечная цель для шамана — стать полноценным божеством.
Если предыдущие игры серии были двухмерными, Populous: The Beginning использует трёхмерную графику. Её особенностями являются необычные шарообразные уровни-планеты и возможность с помощью особых способностей шамана свободно менять их ландшафт. Изначально игра носила называние Populous: The Third Coming; подзаголовок был изменён на The Beginning лишь в конце разработки, перед выходом бета-версии.
Populous: The Beginning получила смешанные отзывы критики: в то время как обозреватели высоко оценили совершенную по тем временам графику, нарекания вызвали искусственный интеллект и геймплей, слишком сильно отличающийся от предыдущих игр серии — приблизившийся к стратегиям в реальном времени и во многом потерявший те отличительные качества, которые делали симуляторы бога уникальными.

## Игровой процесс
В отличие от предыдущих игр серии, в которых игрок принимал на себя роль бестелесного божества, в Populous: The Beginning под управлением находится игровой персонаж — женщина-шаманка, возглавляющая племя первобытных людей. На каждом уровне перед игроком ставятся примерно те же цели, что и в Populous — обеспечивать рост поселения и уничтожать врагов опекаемого племени. Однако в Populous: The Beginning можно напрямую отдавать членам племени приказы, например, заняться строительством здания или атаковать вражеское поселение. Действие в основной однопользовательской кампании происходит в некоторой планетной системе, которая включает в себя 25 уровней-планет; конечной целью для шаманки является превращение в настоящее, уже не нуждающееся в материальном теле божество. На этом пути игроку противостоят другие враждебные племена со своими шаманами — «дакини» (англ. Dakini), «чумара» (англ. Chumara) и «матаки» (англ. Matak) — поначалу игрок имеет дело только с одним противником, но на последних уровнях могут присутствовать все три враждебных племени. В игровом мире присутствуют идолы и тотемы — помолившись им, шаманка может получить новые заклинания или, например, открыть сухопутный мост к другому берегу.
По сравнению со стратегиями в реальном времени, где игроку предлагается добывать золото или древесину, в Populous: The Beginning основным ресурсом является волшебная энергия-«мана», поступающая от членов племени, и чем больше в племени людей, тем быстрее прибавляется мана. Шаманка может использовать её для превращения «диких людей», бродящих по карте, в верных последователей, и тем самым пополнять ряды племени. Мана может расходоваться на заклинания, подобные божественным силам из Populous: с их помощью можно создавать болота, землетрясения, вызывать смерчи и удары молний, извержения вулканов, насылать на врагов рои пчел и «Ангела Смерти» (англ. Angel of Death). С помощью деформации рельефа планеты можно перевести племя через горы или на другой берег моря. Игрок может поручить членам племени другие занятия: так, воины сражаются с врагами в ближнем бою, метатели огня — в дальнем, проповедники задерживают членов вражеского племени и — если проповедь продолжается достаточно долго — превращают их в членов своего племени; лазутчики могут прокрадываться во вражеское поселение незамеченными и поджигать здания. В начале каждого уровня шаманка создает вокруг себя священное «место возрождения» — персонаж может погибнуть, но вновь появляется на прежнем месте. Геймплей Populous: The Beginning нередко оборачивается сражением между двумя шаманами, обрушивающими друг на друга заклинания.
Populous: The Beginning поддерживала многопользовательский режим через модемное соединение (только для двух игроков), через протокол IPX или через интернет с помощью дополнительного программного обеспечения, отвечавшего за подбор соперников. При игре по сети на одной карте могло присутствовать до четырёх игроков, каждый против всех остальных.

## Разработка
Создатель Populous и самой концепции симулятора бога Питер Молиньё не принимал участия в разработке Populous: The Beginning — к этому времени он покинул Bullfrog и основал студию Lionhead Studios. Работая над новым проектом в серии Populous, Bullfrog стремилась доказать индустрии компьютерных игр и игрокам, что может быть успешной и без своего бывшего руководителя, что «есть жизнь и после Молиньё». На этапе разработки игра носила называние Populous: The Third Coming; подзаголовок был изменён на The Beginning ближе к завершению проекта, перед выходом бета-версии. Populous: The Beginning стала первой игрой в серии, использующей трёхмерную графику. По мнению разработчиков, хотя рынок в это время и был заполнен множеством стратегий в реальном времени, но игра должна была выделяться среди них — как благодаря новым технологиям, так и благодаря уникальному жанру симулятора бога.
В 1999 году Bullfrog выпустила версию игры для приставки PlayStation — с упрощенной графикой, но с примерно тем же геймплеем. В том же году в США и Великобритании было выпущено дополнение для версии для персональных компьютеров — Populous: The Beginning — Undiscovered Worlds — оно привнесло 12 дополнительных уровней для однопользовательского режима и ещё 12 для многопользовательского. Среди этих уровней присутствовали и оригинальные. Например, нападение на огромную крепость, или побег шаманки из заключения — режим, напоминающий «захват флага» в других многопользовательских играх.

## Отзывы и наследие
| Сводный рейтинг       | Сводный рейтинг            |
| Агрегатор             | Оценка                     |
| --------------------- | -------------------------- |
| GameRankings          | 79,77 % (ПК) 53,67 % (PS1) |
| Иноязычные издания    |                            |
| Издание               | Оценка                     |
| GamePro               | 4,5/5 (выбор редакции)     |
| GameSpot              | 7,5/10 (PC) 4,1/10 (PS)    |
| IGN                   | 8,6/10                     |
| Русскоязычные издания |                            |
| Издание               | Оценка                     |
| Game.EXE              | 90 %                       |
| «Игромания»           | 9,1/10                     |
| «ЛКИ»                 | [ 19 ]                     |
| «НИМ»                 | 9,3/10                     |
| «Страна игр»          | 8,0/10                     |

Populous: The Beginning получила смешанные отзывы критики. Особых похвал удостоилась совершенная по тем временам трёхмерная графика и визуальное воплощение магии: так, по словам обозревателя Трента Уорда в статье для IGN, игра выглядит великолепно, а магические стихийные бедствия «захватывают дух»; Уорд также одобрительно отозвался об интуитивно понятном интерфейсе игры. Единственным поводом для недовольства у него стали слишком похожие друг на друга здания. Рон Далин в рецензии для GameSpot назвал визуальную часть игры «весьма впечатляющей», особо отметив то, как движок убедительно отражает шарообразность мира — с закругляющимися поверхностями и хорошо видимым горизонтом. Похожим образом обозреватель «Страны игр» назвал «по-честному трёхмерную», хотя и лишенную реалистичности, графику, и также отдельно отметил «эффект горизонта». Олег Хажинский в рецензии для Game.EXE заявил, что к внешнему виду игры придраться невозможно. Он отметил оптимизацию и аппаратное ускорение трёхмерной графики, сообщив, что игра «творит с частотой кадров что-то невероятное», но при этом остаётся играбельной и на минимальных настройках, без ускорения.
Напротив, критику вызвали трудности, связанные с интерфейсом и управлением членами племени. Их искусственный интеллект был запрограммирован так, чтобы позволить им, например, возводить здания в автоматическом режиме, но ими трудно было управлять, например, в ожесточенной битве. Ханжинский жаловался на чрезмерную скорость и хаотичность игры — по его мнению, игра вышла «излишне аркадной», требующей от игрока хорошей реакции и блестящего владения интерфейсом. Обозреватель «Страны игр» сетовал на примитивную реализацию сражений между племенами в ближнем бою — по его словам, происходящее напоминает «простой мордобой», участниками сражения невозможно управлять, а игрок, хотя и располагает арсеналом заклинаний, не может обрушить их на поле боя так, чтобы не навредить своим воинам. Рецензенты критиковали и саму концепцию игры, отошедшей от уникального жанра симулятора бога с непрямым управлением и приблизившейся к стратегиям в реальном времени. Так, по мнению журналиста PC Gamer Т. Лайама Макдональда, из Populous: The Beginning получилось что-то среднее между симулятором бога и стратегией в реальном времени, но результат не блистает ни как первый, ни как вторая. Питер Олафсон в статье для GamePro отметил, что игру, несмотря на отход от традиций серии, нельзя назвать плохой — она «хорошая, но другая, лишенная тех важнейших качеств, которые составляли суть Populous».
Вышедшая в 1999 году версия Populous: The Beginning для приставки PlayStation получила отрицательные отзывы в первую очередь из-за проблем технической реализации — графика в игре была существенно упрощена по сравнению с версией для персональных компьютеров, но при этом игра все равно работала медленно, долго загружала уровни и могла зависнуть во время загрузки; кроме того, управление игрой с помощью геймпада было более трудным по сравнению с клавиатурой и мышью.
Хотя многопользовательские серверы игры были закрыты Electronic Arts в 2004 году, Populous: The Beginning сохраняла популярность и в последующие годы: игроки использовали самостоятельно написанное программное обеспечение для подбора соперников для игры друг с другом по сети, использующей систему рейтингов Эло. По сообщению на 2017 год, сообщество  Populous: The Beginning таково, что в онлайн постоянно присутствуют десятки игроков, и многие имеют опыт игры более 19 лет. По словам разработчика-добровольца IncaWarrior в интервью для Rock, Paper, Shotgun, первоначальная сетевая часть Populous: The Beginning, основанная на MSJVM, отличалась примитивностью и отсутствием многих необходимых функций, и поклонникам игры пришлось создавать замену с новыми возможностями — например, поддержкой модификаций. В число таких модификаций вошёл, например, менеджер юнитов наподобие Sins of a Solar Empire, позволяющий игроку распределять через меню членов племени по разным задачам и следить за их выполнением.